# Керимов, Шамхал Алиевич
Шамхал Алиевич Керимов (29 января 1983, Махачкала, Дагестанская АССР, РСФСР, СССР) — российский спортсмен, двукратный чемпион мира по кудо. Заслуженный мастер спорта России.

## Биография
Шамхал Керимов родился в Махачкале. В 2000 году окончил школу № 30 в Махачкале. В 2005 году окончил Дагестанский государственный педагогический университет, спортивно-педагогический факультет. В 2009 году окончил махачкалинский филиал Московского автомобильно-дорожного института.

## Достижения
- Чемпион Мира по кудо 2009 года
- Чемпион Мира по кудо 2005 года
- Чемпион Мира по профессионалам 2012 года
- Чемпион Европы по кудо 2008 года[1]
- Чемпион России по кудо 2003 года
- Чемпион России по кудо 2008 года
- Чемпион всероссийского турнира по кудо 2004 года
- Чемпион всероссийского турнира по кудо 2006 года
- Чемпион международного турнира по микс файту 2003 год
- Чемпион Дагестана по боевому самбо 2005 года
- Финалист кубка Мира по кудо 2011 года[2]
- Победитель матчевой встрече сборной России против сборной Мира 2007 года

## Проблемы с законом
27 июня 2019 года Шевченковский суд Киева арестовал на 25 суток Шамхала Керимова по запросу Следственного комитета России. Согласно украинскому законодательству, иностранный гражданин, который разыскивается через Интерпол, должен быть арестован на 40 дней. Представитель дагестанской диаспоры в Украине заявил что в России Керимов объявлен в розыск по подозрению в убийстве.
26 июля 2019 года тот же Шевченковский райсуд Киева освободил из-под стражи Шамхала Керимова. В удовлетворении ходатайства заместителя прокурора г. Киева Коржа А.С. о признании наличия оснований для продолжения в отношении гражданина Российской Федерации Керимова Ш. А. экстрадиционного ареста было отказано и он был освобождён из-под стражи в зале суда.